# Современная Утопия
«Совреме́нная Уто́пия» (также «Утопия-Модерн», англ. A Modern Utopia) — публицистическое произведение Герберта Уэллса, часто именуемое романом. Публиковалось с продолжением в 1904—1905 годах; книжное издание на английском языке вышло в 1905 году, включалось в собрание сочинений Г. Уэллса 1924—1927 годов, неоднократно переиздавалось позднее. При жизни писателя выходили переводы на французский (1907) и немецкий языки (1911). Переводы на русский язык начала XX века были более или менее сокращёнными, полный перевод вышел на правах рукописи в 2022 году.
Сочинение было написано под впечатлением от поездок Уэллса в Швейцарию и его раздумий о судьбе Фабианского общества. По жанру представляет собой синтез утопического романа и философского эссе в форме романа-фельетона. Роман может рассматриваться как предшественник постмодернизма, так как основан на оригинальной концепции нарратива: главные герои — джентльмен-ботаник и Голос автора — постоянно вовлечены в диалог и независимы от автора-повествователя. По сюжету они неведомым образом оказываются на географически неотличимой от Земли планете Утопия, расположенной где-то за Сириусом. На этой планете построено всемирное государство, картины которого предстают через непрестанный диалог Голоса автора и ботаника с самим повествователем. Современная Утопия не является статичным венцом творения, а является динамическим обществом, постоянно пребывающим в стадии становления и обновления. Невозможность регресса обеспечивается Орденом самураев — своего рода монахов-чиновников, рекрутируемых из самых талантливых интеллектуалов мира, которые прошли жёсткий отбор. Самураям доступны все лучшие достижения техники и технологии, которые рассматривались Г. Уэллсом как средство смягчения социально-экономического неравенства. Население всемирного государства говорит на одном языке и переезжает в более тёплые или холодные широты в зависимости от сезона. Государство контролирует важнейшие стратегические отрасли экономики и транспорт, однако существует и частная собственность. Сохранился институт моногамной семьи, однако практикуются евгеника и эвтаназия, а преступники и хронически больные люди лишены права иметь потомство и ссылаются на специальные острова. Утопия Уэллса произвела впечатление на современников, хотя и вызвала полярно противоположные мнения.

## Обстоятельства создания
Осенью 1903 года Герберт Уэллс совершил двухнедельную поездку в Швейцарские Альпы в компании Грэма Уолласа — преподавателя Лондонской школы экономики. Своей жене Уоллас сообщал, что стал консультантом для нового романа писателя. По-видимому, это самое раннее свидетельство о замысле «Современной Утопии». В ноябре 1903 года было напечатано эссе «Скептицизм инструмента», которое затем включалось в издания «Современной Утопии» как приложение. Во время поездки в Париж 29 марта 1904 года Уэллс писал Арнольду Беннету, что интенсивно читает Платона и «тому подобную литературу». Рукопись демонстрировала мучительный поиск Уэллсом литературной формы. На самом раннем этапе работы писатель пытался выстроить платоновский диалог в стилистике Пикока и Мэллока. Действие разворачивалось на званом ужине со множеством гостей. Этот вариант показался неудачным и был заброшен в самом начале. В следующем варианте главный герой именовался Бобом и представлял собой двойника Джеймса Босуэлла. Это натолкнуло Герберта Уэллса на полифонию двойников и отражений: появился Голос автора, чьи реплики выделялись курсивом, и Читатель. По предположению Харви Куомена (Университет Альберты), Уэллс отказался от этой сюжетной схемы из-за переизбытка местоимений второго лица в тексте. В конечном итоге осталось три персонажа: Голос автора, собственно, рассказчик, и джентльмен-ботаник, к которым затем добавился двойник повествователя — уроженец Утопии. Уэллс заботился об оживлении действия и ввёл комический мотив: по мере разворачивания действия растёт неприязнь рассказчика к ботанику. По выражению Х. Куомена, «Уэллс, отдавая должное условностям утопического жанра, играл в игру, все правила которой были созданы им самим».
Весной 1904 года Уэллс испытывал множество проблем, в которых переплетались личные и политические обстоятельства. В марте того же года он заявил о выходе из состава Фабианского общества, будучи недовольным сближением партии с тори, ратовавшими за протекционистские тарифы. Впрочем, руководство Общества убедило отозвать отставку. Сатирой на политику фабианцев стал рассказ «Страна слепых», опубликованный в апреле 1904 года. Испытывая сильную усталость после завершения романа «Киппс», Уэллс на два месяца отправился в отпуск, и в июне (со 2-го по 20-е число) и октябре (примерно со 2-го по 23-е) путешествовал по Швейцарии и Итальянским Альпам, оба раза в компании жены Джейн. В Швейцарии началась интенсивная работа над «Современной Утопией», рукопись которой была завершена 29 августа 1904 года. Американскому социалисту Джорджу Стирлингу Уэллс писал, что «это лучшая из написанных мною вещей». Практически сразу же писатель стал работать над «Пищей богов», рукопись которой была окончена в последние дни сентября. Публикация «Утопии» с продолжением началась в журнале «The Fortnightly Review» в октябре, и продолжалась до апреля 1905 года. К окончанию журнальной публикации вышло и первое книжное издание. Кроме того, в январе 1905 года Уэллс опубликовал статью, в которой рассуждал о пользе, которую принесут Утопии «цветные расы», и в июне опубликовал в «Daily Mail» очерк «Женский день в Утопии», — оба продолжали канву его романа-фельетона. На волне последовавшего успеха Герберт Уэллс запросил у премьер-министра Бальфура содержание в размере 1000 фунтов стерлингов в год, «дабы не полагаться на рынок для субсидирования собственных социологических исследований», но получил вежливый отказ.

## Содержание

### Фабула
Роман-трактат состоит из одиннадцати глав, каждая из которых включает от четырёх до восьми параграфов. В авторском «примечании» (предисловии) обосновывается гибридный характер текста, являющегося «сплавом» философского трактата и беллетристического произведения. Основная сюжетная канва задаётся путешествием двух англичан — Голоса автора и джентльмена-ботаника, которые, отправившись на прогулку по Альпам в Швейцарии, разговорились об утопическом жанре и неведомо как оказались на планете Утопия, расположенной далеко за Сириусом, «в глубинах космоса, дальше расстояния полёта пушечного ядра, летящего миллиард лет кряду». По географии, условиям жизни и историческому прошлому Утопия является двойником Земли. Остановившись в гостинице, пришельцы постепенно знакомятся с жизнью Утопии, давая своим впечатлениям «наукообразное объяснение».

…Два путешественника повстречаются с разными обитателями прекрасной планеты, и у всех у них будет полно недостатков. Им встретится красноречивый блондин, что ратует за возврат к природе и которому Утопия несимпатична — точь-в-точь Уильям Моррис; с жизнью Утопии их будут знакомить то простоватый хозяин гостиницы, то чиновник-сухарь, то весёлый управитель игрушечной фабрики; рассказчику даже представится возможность побеседовать с самим собой, живущим в ином мире параллельно с его собственной жизнью.
Путешественники появились в Утопии неведомо откуда, у них нет документов, а заявлениям, что они прибыли из другого мира, никто не верит. Бездушный чиновник принуждает ботаника и Голос автора блуждать по бюрократическим лабиринтам, заподозрив в них беглых преступников. Другой чиновник выдаёт им денег на пропитание и жильё и устраивает на фабрику игрушек, чтобы те не бездельничали и сами себя обеспечивали «до выяснения обстоятельств». Наконец, нашёлся человечный и умный чиновник (двойник Голоса автора), который принял гостей на государственное обеспечение и отправил в мировую столицу — Лондон — для освидетельствования пришельцев в Лондонском университете на кафедре антропологии. Впрочем, этого так и не произошло: ботаник повстречал на лондонской улице двойников своей возлюбленной и мужчины, к которому та ушла, а когда затеял драку, оба героя мгновенно вернулись в родной мир.

### Мир Утопии
Уолтер Уэйгар отмечал, что «Современную Утопию» можно, отчасти, отнести к альтернативно-историческому жанру, так как в девятой главе разъясняется расхождение в истории Земли и Утопии, наметившееся более двух тысячелетий назад. В Утопии Римская империя раскинула свои границы от Северного Ледовитого океана до Гвинейского залива и не знала ни заката, ни падения. Великие религиозные реформаторы — Иисус Назорей и Магомет — родились в этой империи и служили ей. Цивилизация неуклонно развивалась эволюционным путём, не зная «тёмных веков», а войны сметали «очаги распада» и способствовали дальнейшему развитию. Наконец, за несколько веков до попадания ботаника и Голоса автора в Утопию, «дворяне духа» основали Орден самураев, сначала как революционную организацию, которая в дальнейшем вобрала в себя все политические организации, существовавшие в мире.
Социально-экономический и политический строй Утопии основан на принципах цивилизации, всеобщего образования, мирового единства, единого языка, всеобщих прав и свобод, включая неограниченную свободу передвижения и обмена товарами и услугами. Правительство является республиканским, в его ведении находятся структурообразующие отрасли экономики и транспорт. Именно государство поддерживает необходимый уровень прав и свобод, а также гражданского согласия. Необходимые ресурсы для этого появились после разоружения и отмирания соперничающих национальных государств. Территориально мир поделён на десять избирательных округов, во главе которых находятся региональные правительства; на низовых уровнях планета разбита на множество регионов с городом как основной территориальной единицей. Это позволяет дать наибольшую свободу действий муниципальным образованиям, формируемым гражданами. Каждый совершеннолетний человек имеет право голоса «от полюса и до полюса», равно как любое лицо, облечённое властью, может быть отозвано населением, если действует вопреки народному желанию и благу.
Поскольку население Утопии мобильно (оно перемещается вслед смене времён года в более тёплые или холодные широты), каждый гражданин имеет удостоверение личности с уникальным цифровым индексом; поддержание базы индексов для учёта потребностей населения является одной из важнейших функций мирового правительства. Государство обладает данными по перемещению каждого лица (без индекса невозможно пользование горячим водоснабжением), его происхождению и состоянию здоровья, правонарушениям, образованием и квалификацией, необходимым для трудоустройства. Генеральный реестр всех рождений и смертей расположен в Париже, а всемирное правительство собирается в Лондоне. Государство не вмешивается в частную жизнь граждан, однако оно поддерживает оптимальную численность населения — около полутора миллиардов человек на всю планету, и заботится об улучшении человеческой породы. Люди могут вступать в любые любовные и брачные союзы, однако задачей правительства является предотвращение физической и умственной деградации человечества, «рождения слабаков». Поэтому пара, вступившая в брак и желающая иметь ребёнка, прежде должна доказать, что обладает минимальным уровнем экономической независимости, а также соответствует требованиям к физическому и ментальному здоровью и личной эффективности. Лица, совершившие преступление (так же, как и алкоголики, наркоманы и неизлечимо больные), лишаются права иметь детей и изолируются на островах с половой сегрегацией для предотвращения неконтролируемых рождений. Это возможно лишь потому, что в Утопии отсутствует классовое разделение, и экономическое устройство общества и сознательные усилия правительства приводят к тому, что никто не может жить и пользоваться всеми благами цивилизации, не работая, но одновременно никто не может извлекать выгоды из эксплуатации других. При этом не существует принуждения: здоровые граждане обязаны трудиться в том объёме, чтобы обеспечить пенсию в возрасте нетрудоспособности и вернуть государству сумму, затраченную на образование и социальные блага. Существует возможность получения наследства (в объёме прожиточного минимума), более того, созерцание и размышление считаются общественно полезными занятиями. Человечество вернётся к растительной пище, «которая изначально была уготовлена ему природой»; все блага цивилизации должны быть доступны каждому гражданину, вне зависимости от его возраста, рода занятий и отдалённости места жительства. Благодаря открытости мира полностью изменится образ жизни и система образования: всеобщая гимнастика, игры на открытом воздухе, морские купания, долгие путешествия позволят растить детей сильными, бодрыми, всегда готовыми к учению, а получение знаний по географии, ботанике, минералогии и прочего можно осуществлять непосредственно на берегах рек, в горах, и так далее.
Система управления в Утопии не вполне демократическая. Глобальное государство требует мощных и эффективных методов контроля, поэтому человечество подвергается сегрегации. В результате политических потрясений власть в Утопии перешла в руки активных интеллектуалов, принявших имя «самураев», то есть людей, подчинивших свои личные желания стремлениям общественного блага. Они занимают все административные посты и являются единственными гражданами Утопии, имеющими избирательные права и формирующими мировое правительство. Население Утопии подразделяется на четыре группы (называемые «классами»):
1. «Кинетики» (kinetic) ‒ активные и деятельные люди, способные к организации и руководству, но не обладающие фантазией. Активные кинетики служат менеджерами, предпринимателями и администраторами, пассивные ‒ мелкими чиновниками, фермерами, владельцами кафе и мелких лавок и т. д.
2. «Созидатели» (poietic) ‒ творческие личности, занимающиеся в Утопии интеллектуальным трудом, сюда же относятся люди с развитыми эмоциями, священники.
3. «Низшие» (base) ‒ люди, склонные к асоциальному поведению и алкоголизму. В случае нарушения общественного порядка их высылают на изолированные острова, где они составляют собственное общество, основанное на насилии и обмане.
4. «Глупцы» («Заторможенные», dull) ‒ люди, которые не способны ясно мыслить, и не допускаются к управлению[23].

Деление на классы не является наследственным и жёстким, к каждому человеку применяется индивидуальный подход. Только «кинетики» и «созидатели» могут стать самураями, подвергшись жёсткому физическому и интеллектуальному отбору. Самураи придерживаются Кодекса самураев, им запрещено пить и курить, они должны быть строгими вегетарианцами, не участвовать в азартных играх, не участвовать в спортивных состязаниях, не иметь слуг и не прислуживать, не выступать на сцене, не торговать, не обогащаться. Самурай должен мыться только холодной водой, заниматься гимнастикой и альпинизмом, бриться каждое утро, каждую пятую ночь воздерживаться от секса (не имея права брать в жёны женщин — не самураев), десять минут в день посвящать чтению Кодекса, носить униформу и не реже раза в месяц прочитывать книжную новинку. Самураи верят в единого Бога, их религия отрицает Первородный грех и не предполагает исполнение каких-либо обрядов.

## Социально-политические и философские аспекты

### Авторское восприятие
В «Опыте автобиографии» Герберт Уэллс обозначил ключевые идеи, которыми руководствовался во время написания «Современной Утопии». Писатель вступил в ряды Фабианского общества, не осознавая религиозного характера социалистической идеологии, утверждая, что даже среди континентальных последователей Маркса «не хватало людей с научным складом ума». Уэллс полагал генетической чертой любого социалистического учения отрицание частной собственности, «но при этом ни в Британии, ни за границей нет никаких признаков осознания связи между имущественными притязаниями и инфляцией или дефляцией, ни малейшей попытки изучать эти процессы. Социалистическое движение развивалось в счастливом неведении о возможном влиянии инфляции на освобождение должника и наёмного работника от притязаний на права и обязанности собственника». В результате в «Современной Утопии» точкой отсчёта в денежном обращении являлась единица энергии. Для мышления Уэллса характерно противопоставление религиозного социализма, основанного на иррациональной вере в Провидение, которое непременно приведёт к установлению совершенного общества (впрочем, и либеральные капиталисты точно так же верят, что рынок в силу провиденциальных причин расставит всё по своим местам) и подлинно научной утопии. После посещения Советской России писатель утверждал, что планово-административная экономика и пятилетние планы экономического планирования являлись диагностирующими признаками «отказа от марксистского провиденциализма в пользу дотоле презираемой утопии».
Тематика будущего сопровождала творчество Г. Уэллса с самого начала его литературной деятельности:

Будущее, описанное в «Машине времени» (1895), — просто фантазия, основанная на мысли о том, что человечество развивается в разных направлениях. А вот в романе «Когда спящий проснется» (1899—1900) будущее, по существу, усиливает современные тенденции — здания выше, города больше, капиталисты ещё порочней, рабочие ещё несчастней. Всё крупнее, быстрее, многолюднее; больше полетов, больше дичайших финансовых спекуляций. Это воспалённый и раздувшийся современный мир.
Утопическое конструирование Г. Уэллс считал более научным способом познания путей будущего. «Современную Утопию» он называл попыткой «подступиться к воплощению Новой республики», в которой писатель искал «способ толкового рассказа о том, как организована Новая республика; и я попытался атаковать проблему с тыла — бросил исследование существующих условий и задал вопрос: „Что же делать? Какой мир нам нужен?“». Главным ориентиром в построении такого рода общества назван Платон. «Современную Утопию» её автор считал одной из самых успешных и актуальных из своих книг, указывая, он был доволен и её литературными качествами. Орден самураев в «Автобиографии» назван организацией, которая решает задачу управления обществом наилучшим образом, да и общество устроено наиболее рациональным способом:

…Действует правило, что «лук нельзя все время натягивать»; из ордена можно выйти и вернуться туда в любое время, при определённых условиях. Свобода слова и обширные области личной инициативы ревностно ограждаются от любого и всяческого репрессивного контроля и подавления. Кинетическому классу прививается уважение к соответствующим ценностям. «Низшие» — это те, кто обнаружил сильные антисоциальные наклонности; только они ни в коем случае не могут стать самураями. Принадлежность к любому из четырёх классов регулируется фильтрами образования и общественной деятельности; наследственной она быть не может.
В 1934 году Уэллс заявил, что эффективность коммунистической партии Советского Союза и фашистской партии в Италии «весьма упрочили мою веру в то, что именно таким должен быть правящий класс», из чего следовал вывод, что подобная организация непременно возникнет и во всемирном государстве будущего. Правящий класс не может возникнуть сам по себе, для этого требуется приложить целенаправленные усилия:

В то самое время, как я терпел неудачи, Ленин, под давлением более серьёзных обстоятельств, неуклонно развивал поразительно схожую структуру — преобразованную коммунистическую партию. Существовала ли генетическая связь между нашими планами, я так и не выяснил. И в моём проекте, и в российской действительности человек может вступить в организацию, а потом устраниться от её обязанностей и привилегий; и там, и здесь на её активных членов налагаются обязательства и ограничения; и там, и здесь признаётся, что хорошие граждане, которые неплохо живут и работают, есть и вне ответственной, управляющей организации. Ещё больше похоже требование воспитывать активных членов в духе определённых идей. Если даже Россия ничего больше не сделала для человечества, одно создание коммунистической партии оправдает русскую революцию и поставит её гораздо выше того буйного выплеска эмоций, который зовется революцией Французской.

### Утопический метод Уэллса
Согласно Нейтану Уодделлу, Герберт Уэллс представил в своём романе «исследование утопического импульса через акт тоски по утопическому обществу», чьи идеалы одновременно заимствуются и отвергаются. При этом утопизм «Современной утопии» реализуется не только через репрезентацию авторского мировоззрения, но и посредством литературных задач, испытывая через сознание своих персонажей различные идеи и ценности. В этом смысле «Современная Утопия» не даёт конкретных рекомендаций, на основе которых описываемое будущее можно построить. Как и в любой утопии, разрыв между существующим положением вещей в современности (когда утопический текст создан) и идеальным обществом позволяет решать конкретные авторские задачи. Согласно Патрику Парриндеру (Редингский университет), Уэллс являлся «крупным пропагандистом утопических идей», однако не приобрёл канонического статуса в утопическом жанре: «Современная Утопия» не затмила «Вести ниоткуда» Уильяма Морриса и «Через сто лет» Беллами. В собственном творчестве Уэллса читатели и критики намного выше ставили «Машину времени», «Войну миров», «Опыт автобиографии» и «Краткую историю мира».
Логика развития Уэллса-утописта была обратной: он начинал как автор антиутопий («Машина времени», и других), в которых стремился преднамеренно дискредитировать утопические идеалы прошлого. Своеобразное резюме своим размышлениям об утопии Уэллс представил в серии радиопередач для Австралии в 1939 году, текст сценария которых был опубликован в 1980 году. К этому времени Уэллс отличал футурологический роман от собственно утопии, относя себя к первому жанру, и даже называя себя пророком. Герберт Джордж пессимистически заявлял, что пророк обращается к современникам, и его писания умирают вместе с ним, тогда как некоторые утопии являются одними из самых востребованных и долговечных перлов мировой литературы. Пророк-футуролог бросает обществу вызов, тогда как утопист разрабатывает вневременный спекулятивный идеал, неподвластный смерти. Исходя из этого, П. Парриндер утверждал, что «Современную Утопию» ошибочно принимают за классический утопический текст, причиной чему является то, что в ней описана умозрительная синтетическая картина общества. При этом политические доктрины Уэллса не были оригинальными и устарели уже ко времени его кончины.
П. Парриндер предложил рассматривать творение Уэллса как «метаутопию» (по аналогии с метаисторией Х. Уайта), так как рефлексивная стратегия «Современной Утопии» позволяет раскрыть понимание автором сущности утопического жанра. Образ «утопографа», который читает и пишет обо всех утопиях мира, много значил для писателя и был задействован в романе «В ожидании» (1927), где действует мудрец мистер Семпак. В самом тексте «Современной Утопии» цитируются около двадцати представителей жанра от Платона до Беллами, но при этом вовсе не упоминались социалисты-утописты Фурье, Оуэн и Сен-Симон. Это указывает на принадлежность «Современной Утопии» к публицистическому, а не художественному жанру. Метод мышления Уэллса П. Парриндер предлагал называть «синтетическим ремоделированием», а метод синтеза раскрыт в эссе «Скептицизм инструмента». В основе мировоззрения Уэллса лежали прагматизм и номинализм, но он аттестовал их не как предмет веры, а как рабочую гипотезу, инструмент для реконструкции картины мира. П. Парриндер сравнивал это с пазлом, кусочки которого изначально не совпадают друг с другом, но постепенно меняют форму, из-за чего не является постоянной и предзаданной общая картина. Утопия, таким образом, не более чем процесс сведения воедино основных творческих предположений по урегулированию давно запущенных дел человечества. Утопия — это последняя человеческая надежда, существующая лишь «в нескольких счастливых уголках мира, в библиотеках и щедрых семьях».
Мир «Современной Утопии» характеризуется искусственностью: по воле её автора изменилась человеческая культура, но это не привело к изменению человеческой природы. Уэллс полагал агрессивность неотделимой от воли к жизни, поэтому ставил задачу выстроить такое общество, в котором изначальная агрессия контролируется и содержится в рамках социального порядка. Будучи либералом, Герберт Уэллс хотел сконструировать мир, в котором гарантируется индивидуальная свобода, включая свободу передвижения, выражение мнений, неприкосновенность частной жизни, ненужность физического труда, личная собственность, но не всеобщее избирательное право. Структура централизованного контроля включает денежную экономику, передовые технологии, гуманную пенитенциарную систему, поддерживаемый государством институт брака, регулирование рождаемости, всеобщую гигиену, здравоохранение, поддерживаемый государством уход за детьми, централизованное хранилище данных, возможность ведения переговоров о заработной плате и постхристианская синтетическая религия. Орден самураев на этом фоне П. Парриндер именовал «аномалией»: ядром социал-демократического государства является институт настолько архаичный, насколько это вообще возможно. По мнению Парриндера, главный фабульный импульс придаёт «Современной Утопии» желание рассказчика отыскать своего двойника, который, разумеется, оказывается самураем.
Основным объектом полемики и одновременно отправной точкой метаутопического синтеза для Уэллса являлась утопия Морриса «Вести ниоткуда». В первый раз намёк на неё появился в «Машине времени», в которой писатель поместил обитель элоев в том же самом пасторальном пейзаже долины Темзы, где разворачивалось основное действие «Вестей ниоткуда». Однако этот роман антиутопический, демонстрация дегенеративного будущего человечества, изъеденного классовым антагонизмом. В романе «Люди как боги» утопический идеал Уэллса эволюционировал и вылился в демонстрацию существ на более высоком уровне эволюции. Политическая система не нуждается в государстве и стала формой анархизма, интеллект развился до того, что утопийцы общаются посредством телепатической мыслеречи. Аркадия, которую прямо сравнивают с коммунизмом Морриса, однако, оказывается уязвимой перед лицом англичан XX века, возглавляемых карикатурой на Уинстона Черчилля.

### Уэллс-социолог
Рут Левитас посвятила специальную работу утопической социологии Герберта Уэллса. 26 февраля 1906 года писатель прочитал в Лондонской школе экономики лекцию «Так называемая социологическая наука», которая была написана ещё во время работы над «Современной Утопией», а в 1907 году была напечатана в Sociological Papers. Часть тезисов была обнародована в открытом письме Уэллса 1905 года в октябрьском выпуске Fortnightly Review (предыдущая книга Уэллса «Предчувствия» была составлена из статей, увидевших свет в этом издании). Данные публикации были инспирированы членством Уэллса в Фабианском обществе, в числе учредителей которого были Хэлфорд Макиндер, Уильям Пембер Ривз, Эдит Несбит, и Джордж Бернард Шоу. Попытки Уэллса расширить социальную базу фабианства быстро привели к разочарованию, и к 1908 году он окончательно покинул Общество, ходили слухи, что главной причиной была связь любвеобильного писателя как минимум с двумя участницами этой организации. На материале пережитого Уэллс написал два реалистических романа «Анна-Вероника» и «Новый Макиавелли». Все эти события разворачивались на фоне становления социологии как научного института: в 1903 году в Лондоне Патриком Геддесом и Фрэнсисом Гальтоном было основано Социологическое общество с собственным печатным органом. Уэллс сразу вошёл в его ряды и даже был членом редколлегии первых двух томов Sociological Papers (за 1904 и 1905 годы).
В лекции «Так называемая социологическая наука» Уэллс рассуждал, что социология не может считаться полноценной наукой, так как в ней невозможно отделить объект от субъекта и невозможно применение научного метода, то есть классификации и обобщения. Не существует удовлетворительного метода, как рассечь целостный предмет — человечество — с его историей и антропологией, и как можно отделить его от окружающего мира. Поэтому Уэллс считал, что социология — это предмет занятий литератора, а в литературе существуют две формы, посредством которых возможно социологическое исследование: историческая интерпретация и создание и критика утопий. Написав «Современную Утопию», которая являлась в 1905 году современной в самом буквальном смысле слова, Уэллс предложил проект «утопографии» — отображения всех мыслимых версий идеального общества. Однако это не социология утопии, как таковая (где социология — метод и способ нарратива, а утопия — предмет изучения), а именно представление о социологии как утопии, и утопии как социологии. Так как общество существует в окружающей среде и слагается из людей, а людей невозможно отделить от общества, утопия становится «виртуальной моделью и эталоном для сравнения». В известном смысле это напоминает идеальные типы Макса Вебера, однако Уэллс оперировал понятием «пророчества» и «нормативности»: социология есть описание идеального общества и его отношения к обществам существующим. Уэллс отрицал объективность в социологии, в которой фактами являются идеи, поэтому вполне возможно рассматривать реальность с позиции идеализации.

### Уэллс и викторианский эстетизм
Традиция викторианского утопизма определялась эстетической и социальной программой Джона Рёскина и Уильяма Морриса. В 1887 году Уэллс еженедельно посещал дом Морриса в Хаммерсмите, в котором устраивались политические и эстетические собрания. В автобиографии 1932 года писатель отмечал, что «антииндустриальный романтизм утопического мышления», а «вовсе не зрелая глубокая мысль» Рёскина и Морриса являлись их кредо поэтов и декораторов. Тем не менее в «Современной Утопии» представлена генеральная мысль прерафаэлитов — как сделать эстетику актуальной и применимой в повседневности и совместить с современной наукой и техникой. Как отмечал Кевин Суоффорд, это противоречит тому, что Уэллс считался равнодушным, если не враждебным к вопросам эстетики, что, скорее, было реакцией на позицию его ближайших друзей — Генри Джеймса, Джозефа Конрада и Форда Мэдокса Форда. Именно требование, что литература должна нести социальную информацию и выражать её прямо, привело к разрыву Уэллса с эстетикой модернизма и авангарда.
Эстетическое кредо Рёскина и Морриса базировалось на непреодолимом антагонизме красоты и научно-технического прогресса. Научная революция и сопутствующая ей индустриализация противоречат человеческой природе, отдаляют психическое и чувственное развитие личности от природы; у Рёскина данная идея прослеживалась во всём творчестве, Моррис принял её после обращения к социализму в 1870-е годы. Природа рассматривалась ими как высшая морально-этическая и эстетическая реальность, которой присущ холизм и которая жизненно важна для благополучия людей. Соответственно, понятие мастерства у Морриса важно для понимания связи между красотой и природой. Эстетичный объект является произведением, а не продуктом, соответственно, ценность произведения — в его выразительности и способности мастера трансформировать реальность, вычленяя из неё сущностно-истинное, неотделимое от этического. Уэллс не мог принять данную позицию по множеству причин. С его точки зрения (прямо выраженной в автобиографии), Рёскин и Моррис были «эмоциональными реакционерами», укоренёнными в предрассудках высших классов, и отказывающимися воспринимать логические доводы. Рёскиновское средневековье с точки зрения Уэллса само по себе было утопией, как так почти не имело связи с действительным прошлым, и в силу погружённости в былое не имело возможности быть реализованным в будущем. Эстетическая утопия Морриса, согласно Уэллсу, являлась «великолепной анархией, где каждый делает только то, что в голову взбредёт; этот мир столь же хорош, как Рай перед изгнанием из него людей».
С точки зрения К. Суоффорда, в социальном мышлении Уэллса мало абсолютов, за исключением веры во всепроникающую «волю к жизни». Рассуждения Рёскина и Морриса, что использование науки и техники в социально-эстетических сферах приведёт к снижению «эстетической чувствительности», были ему непонятны. Напротив, по Уэллсу, значение как техники, так и искусства определяется общественно-историческими условиями их возникновения и бытования. Красоты вообще нет вне истории и интерсубъектных связей. В «Современной Утопии» прямо утверждается, что по мере эволюционного развития повседневность и эстетически возвышенная реальность сливаются:

Трамвай, железная дорога, мосты и туннели — всё здесь сделано очень красиво. В сущности, в машинах, железных дорогах и мостах нет ничего такого, что преследовало бы красоту; уродливость — это несовершенство. Всё уродливое, что сделано руками человека, обязано этим ничтожностью вкуса у людей и непониманию истинного назначения вещей.
Парадоксальным образом, в данном высказывании выражена мысль Рёскина и Морриса, но помещённая в другой контекст. Для теоретиков викторианского эстетизма уродство возникает от художественной неспособности понимать и проявлять отношение субъекта к природе. Уэллс не ставит знака равенства между красотой и природой, у него во главу угла поставлена логика проектирования, производства и использования. Художник (которым может быть и инженер) не существует изолированно, вне общества, следовательно, отражает и посредует реалии истории и социальной организации. Поэтому наивно полагать, что возврат к технологиям прошлого сам по себе приведёт к воссозданию процветающей художественной культуры или всепроникающей эстетической чувствительности. Познание красоты и воспитание эстетического чувства требует свободного времени, которое обеспечит только сокращение обременительного труда и появление в повседневной жизни отдыха и пространства для эстетических запросов. Тезис, что «всякая честная работа потенциально возвышает», неверен, хотя Уэллс разделяет негодование Рёскина и Морриса, что индустриализация привела к отчуждению рабочего от результатов своего труда.

Возможно, в скором времени все рутинные работы будут автоматизированы; мысль, что настанет время, когда не будет людей, обречённых на труд «от сих до вечности», не кажется более полнейшей нелепицей. Да, придёт час, когда весь безынициативный труд вымрет.

### Уэллс и евгеника
Несмотря на то, что во множестве критических высказываний о «Современной Утопии» утверждалась широкая поддержка Уэллсом евгенических практик, исследование Джона Партингтона показало, что Гальтона он осуждал или, по крайней мере, не доверял его теориям. Разделяя взгляды своего учителя Томаса Гексли об этической эволюции, Уэллс использовал понятие «кинетики» как эвфемизм «искусственному», направленному развитию. Концепция идеального человека, созданного путём селекции, не устраивала Уэллса из-за того, что неясно, какие именно качества необходимо отбирать, да и сам евгенический принцип противоречил этике Гексли, согласно которой эволюция включает элемент борьбы между уникальными индивидуумами. Осуждение совершенства в «Современной Утопии» косвенно направлено против Гальтона, который был убеждён в его достижении. Элои «Машины времени» иллюстрировали обречённость совершенных существ, осуждённых быть пищей морлоков. В эволюционирующей Вселенной ни один вид не может оставаться на месте, однако человечество имеет возможность определять форму, в которой будет происходить эволюционная борьба:

Неудачники больше не должны страдать и гибнуть, чтобы не умножилось их потомство, но не должно и размножаться племя неудачников, чтобы не страдать и не гибнуть, подталкивая к той же участи и всю человеческую расу.
Герберт Уэллс рассматривал расизм как одно из величайших препятствий к созданию глобальной гармонии. Именно поэтому в «Современной Утопии» писатель игнорировал все заявления о непреодолимых различиях между расами. Негативизм в отношении идей Гальтона объяснялся и тем, что основатель евгеники чрезмерно преувеличивал роль фактора наследственности. Рассуждая о преступности, Уэллс утверждал, что главную роль играет социальный фактор; вдобавок, он заявлял, что социальный успех не совпадает с биологическим фактором, способствующим дальнейшей эволюции. Имеется и противоположный пример: «Немногие великие учёные-первооткрыватели умерли богатыми, а лучшие человеческие умы заняты совсем другими заботами, кроме стяжательства или преуспеяния». То есть экономически неуспешные интеллектуалы должны быть исключены из гальтоновских процедур евгенического отбора. Родительство как долг каждого нового поколения перед будущим было впервые сформулировано в трактате «Человечество в процессе становления». Там же были сформулированы идеи, перекочевавшие в «Современную Утопию»: нельзя допускать распространение некоторых специфических заболеваний, передаваемых по наследству. Однако Уэллс категорически отрицал стерилизацию, и нарушители подвергались в его утопии высылке на тюремные острова, а больное потомство подвергалось эвтаназии. Впрочем, Уэллс придерживался мнения, что родительство — это привилегия, а не право, и будущие родители должны, как минимум, достигнуть определённого уровня жизни и образования. Прожиточный минимум, прописанный Уэллсом, высок: на каждого ребёнка отдельная комната, а доход главы семейства предусматривает «покрытие арендной платы дома или квартиры с тремя или четырьмя комнатами», и содержания себя, жены и ребёнка с выплатой страховых взносов на предмет несчастного случая или преждевременной кончины, а также взносов в пенсионный фонд. В «Современной Утопии» Уэллс предложил оплачивать материнство, так как это уравнивает отношения между полами, тем более что материнство — это услуга для всего общества и государства. Данную идею писатель обосновывал тем, что избавление матерей от необходимости зарабатывать приведёт к тому, что дети получат больше заботы и внимания, и, кроме того, это предотвратит экономическую зависимость жены от мужа. Плата за материнство соответствовала указанному выше прожиточному минимуму.

## Литературные аспекты
Хорватский и канадский литературовед Дарко Сувин в своей типологии научно-фантастического творчества Герберта Уэллса относил «Современную Утопию» ко второй фазе литературной эволюции писателя. Первая длилась примерно до 1904 года, и именно в этот период были написаны все знаменитые фантастические романы Уэллса, включая «Человек-невидимка», «Машина времени», «Война миров», «Остров доктора Моро» и «Первые люди на Луне». Второй этап длился около десятилетия до начала Первой мировой войны (1904—1914 годы), включая футурологические и утопические произведения. Именно к этому этапу тематически относится роман «Когда Спящий проснётся», написанный в 1899 году. Помимо «Современной Утопии», Уэллсом были созданы «Пища богов», «В дни кометы», «Война в воздухе» и «Освобождённый мир». Литературные миры этого периода основаны на краткосрочной социально-политической экстраполяции (включая предсказание) авиации и ядерного оружия; объединял все эти тексты утопизм, обетование всемирного государства как единственной альтернативы краху викторианского буржуазного общества, загнавшего человечество в тупик мировой войны. Впрочем, Д. Сувин заявил, что «фантазия Уэллса начинает иссякать». К третьей фазе творчества относились «Люди как боги», «Мистер Блетсуорси на острове Рэмполь», и некоторые другие. Аналогичный подход к «истории будущего» по Уэллсу применял и Марк Хиллегас.

### Жанровые черты. Динамический идеал
Согласно мнению Дэвида Хьюза, принципиальной особенностью языка «Современной Утопии» является предикация в сослагательном наклонении, которая прямо противопоставлена «условности утопического реализма», несущего, по выражению Уильяма Беллами, «терапевтические функции». Безграничную свободу обращения Уэллса с утопическим жанром высоко оценил Роберт Эллиотт, который также отметил, что ему впервые удалось отделить автора-повествователя от утопического мира. Разноголосица автора, его Голоса и джентльмена-ботаника вызывает ассоциации с героем-актёром фильма и комментатором; позднее этот приём использовал Олдос Хаксли в романе «Обезьяна и сущность». Утопическое мышление Уэллса было по-настоящему новаторским, и ему удалось выстроить «смелую и во многих отношениях эффективную концепцию»: описываемая реальность реконструируется самими героями, и не ясно, как она соотносится с физической реальностью. Значительная часть текста написана в сослагательном наклонении. Разницу между «Утопией» Мора и «Современной Утопией» Р. Эллиотт объяснял как «разницу между платоновыми идеями и идеями в обиходном смысле».
Герберт Уэллс, конструируя собственный утопический роман, применял три базовых принципа. Во-первых, утопия — это индивидуальная картина лучшего будущего, адресованная читателям, воспринимаемым как личности. То есть задача писателя — убедить читателя или, по крайней мере, показать, что авторское видение имеет право на существование. Во-вторых, как и в любом литературном произведении, читатель должен быть вовлечён, то есть должен ассоциировать себя с главными героями и литературным миром. Литературная беспомощность утопий — характерная особенность жанра и его слабое место. В-третьих, утопия является критическим познавательным жанром, посредством которого писатель воздействует на читателя. В любой утопии, в отличие от «обычной» беллетристики, основным героем является государство и общество, а герои являются абстракциями, а не личностями. Это было удобно для Уэллса, который ещё в 1891 году отрефлексировал крайности своего мировоззрения, сочетавшего убеждённость в существовании свободной воли и жёсткого детерминизма. Как носитель эволюционистского сознания он признавал первичность уникального (эволюция есть накопление индивидуальных вариантов), как образованный человек, разделяющий идеи физики своего времени, Уэллс рассуждал, что все комбинации элементарных частиц определяются свойствами мирового эфира, равномерно распределённого в бесконечном пространстве. В социальном пространстве утопии роль эфира исполняет всемирное государство, которое с позиции отдельного человека является тоталитарным. В строгом соответствии с дарвинизмом, макроорганизм — государство — мыслится как бессмертный организм, постоянно обновляющий себя за счёт лучших качеств, унаследованных от прошлого, и комбинирования достижений индивидуальных организмов, его составляющих. В отличие от бессмысленной и бесцельной эволюции, всемирное государство — живой сознающий организм. Личность имеет свободную волю и выбор — присоединиться к бессмертному государству или противостоять ему с неизбежной перспективой проигрыша.

### Стратегия нарратива
По утверждению Джун Дири (Политехнический институт Ренсселера), современные Уэллсу критики и исследователи последующих поколений уделяли мало внимания литературной стороне «Современной Утопии», тогда как данный текст носит ярко выраженный экспериментальный характер и является (в терминологии исследовательницы) «странным». Патрик Парриндер также утверждал, что к 1980-м годам книга «вознаградит читателя», скорее, образным рядом и качеством текста, нежели предлагаемыми идеями. Джун Дири утверждала, что «Современная Утопия» не устарела именно с точки зрения её нарратива, и её автор «в высшей степени продуктивно исследовал границы утопического жанра», для которого обычно свойственно пренебрегать собственно литературной стороной повествования. Исследовательница заявила, что «Современная Утопия» одновременно «умна и слаба, претенциозна и фальшива» и должна пониматься литературоведом как открытое произведение. Причин для этого две: во-первых, из-за того, что утопический идеал Уэллса является динамическим и описанное им общество подчиняется прогрессу. Во-вторых, кинетическому идеалу должна была соответствовать литературная форма, то есть читатель должен проникнуть внутрь становящегося процесса, совершить «утопизацию» вместе с автором. Само по себе название романа-трактата, содержащего слово «утопия», сигнализировало принадлежность к хорошо изученному и отрефлексированному жанру западной литературы, и Л. Мамфорд совершенно верно именовал текст Уэллса «квинтэссенцией утопии». Утопический текст представляет собой беллетризованный социологический трактат, литературная форма которого служит популяризации взглядов автора и привлечении «на свою сторону» максимального числа читателей, в стремлении вовлечь их внутрь утопической «реальности». По мнению Дж. Дири, для писателя уровня Г. Уэллса утопический жанр предоставляет максимальные возможности проявления «всемогущества».
Построение сюжета «Современной Утопии» осуществлено на трёх уровнях, которые последовательно открываются читателю, после чего он покидает литературный мир в обратном порядке. Уэллс предпослал своему роману «Примечание для читателя», разъясняя свои писательские задачи. Однако между предисловием и главами «Современной утопии» существует ещё и «Голос автора», хозяин которого отделён от Герберта Уэллса. Обращения от имени «Голоса автора» выделены курсивом по всему тексту; при первом чтении определённый диссонанс вызывает то, что автор-повествователь обращается к Голосу в третьем лице. Наконец, есть и третий персонаж, гражданин Земли, именуемый «джентльмен-ботаник», который и является непосредственным героем повествования, хотя его личность и статус трудноопределимы. Дж. Дири сравнивала Голос автора и ботаника с титрами и комментатором-рассказчиком в немом кино. Впрочем, эта переусложнённая конструкция, уместная в мультимедийном формате, используется мало, и «Современную утопию» с жанровой точки зрения уместнее рассматривать как роман-фельетон. Утопическому нарративу в высшей степени свойственно стирать границу между реальным миром и художественной реальностью, так как утопии пишутся именно для воплощения их в жизнь (точнее, приспособления реальности к идеалу). Фактически утописты претендуют на всемогущество не только внутри своего литературного мира, но и за его пределами; утопия как реалистический жанр претендует на убеждение читателя, что описываемый мир действительно существует, и применяемый метод может быть назван «императивным реализмом» или «романом идей». Эти последние определяют главную слабость утопического жанра: конфликт между художественной формой и научным содержанием, то есть роман идей неизбежно отягощён лекциями на тему описываемого мира во всех его подробностях. Уэллс попытался обойти это генетическое противоречие, выводя свою романную реальность из внетекстового мира. Сразу описав свой метод, он делает дальнейший текст автореферентным, например, чтобы не утомлять читателя, те или иные идеи, высказанные в диалогах и монологах повествователя, выносятся в отдельные главы, о чём читателя сразу же предупреждают. Иными словами, читатель «Современной Утопии» сразу и до конца допущен в «авторскую кухню» и вовлечён в двойственное представление. С одной стороны, Уэллс позволяет следить за ходом своей мысли, сразу заявив, что ни одно из описанных событий и мест не существует в действительности. С другой стороны, Голос посетил планету около Сириуса, которая называется «Утопия», что и удостоверяет подлинность его ощущений и наблюдений. Эти ощущения субъективны и он неоднократно сетует, что не запомнил то, что ему говорили, или вовремя не попросил статистических данных. Герберт Уэллс решительно отказался от классической для утопического жанра модели любознательного путешественника, которому вечно счастливые утопийцы с готовностью отвечают на все вопросы. «Нелюбознательные уэллсовские путешественники и недовольные и несговорчивые аборигены, вероятно, более реалистичны». Как минимум однажды применён следующий приём: ботаник с пренебрежением говорит, что «если бы это был полноценный роман, то я сейчас уже повествовал бы о том, эк удружила нам судьба», но в реалистическом повествовании это непрактично.
По ходу повествования Г. Уэллс неоднократно демонстрирует, что оказывается в положении, скорее, читателя, а не писателя. Иногда автор жёстко держит повествование под контролем, но часто Голос и ботаник информируют его о разных утопических сущностях, которые начисто опровергают то, что сказано в предыдущих разделах. В оригинальном тексте Уэллс свободно распоряжается грамматическим временем и наклонением, легко соскальзывая от изъявительного к сослагательному наклонению, от «is» или «was» до «would» и «should», не предупреждая об этом. Критики-современники считали это недостатком. Ярким примером является глава третья, «Экономика Утопии», начинающаяся с обсуждения абстрактной сущности, которая на глазах читателя овеществляется. В первых абзацах Голос автора рассуждает, что самая совершенная утопия не может быть обществом тунеядцев, а глобальной утопии с постоянно мигрирующим населением требуется средство контроля распределения услуг и товаров, то есть деньги. Когда Голос и автор «договариваются» о том, что применяется золотой стандарт, автор «пользуется своим правом» и описывает шедевр чеканного искусства утопийцев — золотую монету, а также полемизирует с утопистами прошлого, отрицающими власть золота. Иногда граница реальности преодолевается в обратном направлении: самураи сначала появляются в повествовании, и лишь затем становятся предметом отдельного эссе. Как отмечал Джон Хэммонд, отношения автора и Голоса являются при этом неконвенциональными во всех случаях. Указанные особенности позволяют воспринимать премодернистский роман как постмодернистский.

## Критическое восприятие

### 1900-е годы
25 апреля 1905 года Джозеф Конрад направил Уэллсу письмо, в котором именовал «Современную Утопию» «долгожданной», а её содержание — «удобопонятным и убедительным». Впрочем, согласно мнению Линды Драйден (Эдинбургский университет Нейпира), высказанные комплименты были не вполне искренними, так как дружба двух писателей к тому времени дала трещину. Не исключено, что Конрад искал пути к сближению. В частном послании Генри Джеймса от 19 ноября 1905 года говорилось, что «Современная Утопия» — это книга, «которую хочется читать в надлежащих условиях, подходя… со свободой ума, полной отдачей сознания и надлежащими почестями».
После выхода в свет «Современная Утопия» вызвала значительный интерес рецензентов. Когда издавался журнальный вариант, обозреватели обращали внимание публики на «мальтузианское государство», стандарты гигиены в домах и переход человечества к вегетарианству, а также на вопросы изоляции больных и асоциальных типов на островах. Поэт, президент Колледжа Магдалины Томас Герберт Уоррен назвал роман Уэллса «апологией всех утопий». Не отрицая автобиографичности книги и сложности её литературного стиля, Уоррен признавал «Утопию» самой серьёзной попыткой Уэллса выступить в роли учителя, наставника и проповедника. Интерес рецензента вызвал и динамический идеал Утопии, поданный на самом высоком литературном уровне: «Мы перемещаемся из этого мира в его зеркального близнеца у далёкой звезды самым естественным образом». Главными вопросами утопии Уэллса признаётся механизация, освобождающая человечество от трудового рабства, евгеника и женский вопрос. Самурайский орден — это самое значительное заимствование Уэллса у Платона, своего рода сословие стражей. Член Фабианского общества барон Сидни Оливье отмечал, что популярность утопий (даже «недопереваренного ницшеанства» Бернарда Шоу) объясняется «желаниями сердца». Книга Уэллса предоставляет алчущему читателю «цели, облечённые в кажущиеся желательными формы». С. Оливье сопоставлял «Современную Утопию» с «Вестями ниоткуда» Морриса, отмечая, что «утопия Уэллса менее утопична», чем фэнтезийный роман прерафаэлита: мистер Уэллс озабочен тем, каким именно образом смыть всю грязь с современного человечества, и описанный им мир «заставляет почувствовать, что в нём действительно приятно жить». Орден самураев является следствием того, что человечество нуждается не только в экономических стимулах. Это не только отсылка к платоновским стражам, но и констатация факта, что «управление всеми цивилизованными странами мало-помалу переходит к представителям специализированного класса [управленцев]». Рецензию представил и чиновник Министерства образования Р. Мэйор. Он начал анализ «Современной Утопии» с констатации, что человек примет любой проект глобальных преобразований, «лишь бы он никогда не осуществился и не был при этом скучен». Уэллс «довольно неловко» рассматривает ряд важных социальных и экономических вопросов на том основании, что они уже были представлены в его предыдущих работах, прежде всего, «Предчувствиях». Главным содержанием утопии является открытый для всех Орден самураев, который Р. Мэйор именует «гениальным изобретением». Мелочные требования к самураям могут вызвать насмешку, но в действительности Уэллсу удалось преодолеть зазор «между возвышенным и нелепым» и представить модель практической этики и дисциплины, которая «строга без невыносимости», позволяя вылепить характер, «освобождённый от многих человеческих слабостей без бесчеловечности». Самураи — это платоновские стражи, помещённые в «эпоху электричества и статистики». Если же Уэллс по сравнению с Платоном кажется утратившим чувство меры, то его извиняет то, что античный философ «размышлял в праздности», тогда как английский писатель вынужден удовлетворять потребности редакций журналов и ожидания читающей публики. Созданная им утопия, несомненно, «покажется подходящим для жизни местом».
В рецензии «Американского социологического журнала», подписанной инициалами «A. W. S.» (то есть его главного редактора), постулировалось, что главной практической функцией утопий является «забвение читателями на некоторое время о своих несчастьях и обдумывание ими программы преобразований, которые будут осуществлены, когда воображаемый идеал сделается реальностью». Уэллс, как и все утописты, стремился увеличить объём человеческого счастья. «В данном образчике жанра мы не смогли найти ничего, что выходило бы за рамки добродушной сатиры на нашу современность, условия которой не стал бы защищать ни один глупец». Рецензент «Журнала политической экономии» с инициалами «C. M. H.», обозначил предмет книги Уэллса как «утопию, не являющуюся утопической». Главным преимуществом общественного идеала Уэллса является, во-первых, что это динамический, а не статический идеал, и, во-вторых, что он не стремится к нивелированию личности коллективом, а предполагает реализацию всех путей раскрытия человеческой индивидуальности. Рецензент обратил внимание на евгенические практики и изоляцию преступников на островах. Орден самураев признан наиболее интересной частью книги, её ядром. Самураев обозреватель определил как «дворянство воли», а вся утопия пронизана духом социальной эффективности, дающей возможность каждому мужчине и каждой женщине подняться над своим уровнем.
Постоянно работавший в Лондоне журналист С. И. Рапопорт оперативно откликнулся на выход романа-эссе в журнале «Вестник Европы». В самом начале своего обзора он вписал «Новую Утопию» (как переводил название «A Modern Utopia») в большой ряд европейской утопической литературы, начиная от платоновского «Государства» и заканчивая романом Беллами «Взгляд назад», отметив, что описанный Уэллсом мир принципиально отличается от них. Практически все вымышленные утопические государства «ограничиваются лишь одной местностью», тогда как Уэллс обратился к образу «государства всего мира» (World State) — федерации народов, «возможной лишь среди свободных демократий». Уэллс именуется «безграничным поклонником» Дарвина и Спенсера, что и является причиной, по которой его утопический идеал является динамическим, а не статичным. Будущее мировое человечество открыто для дальнейшего развития, чему способствует его строй, синтезирующий социализм и индивидуализм. Чтобы быть прогрессивным, государство должно заботиться и о развитии инициативы, которая возможна только в условиях развития каждой отдельной личности и улучшения всего человеческого рода. Впрочем, не все постулаты Уэллса вызвали одобрение С. Рапопорта, в особенности «искусственным» и «не вызываемым эволюцией общества» назван Орден Самураев, который критик сравнивал с платоновским сословием «стражей». «Уэллс посвящает этим самураям свыше 50 страниц, но, откровенно говоря, его утопия показалась бы нам куда более весёлой и прекрасной без этого сословия полумонахов, получиновников». Равным образом, паспортная система, основанная на отпечатках пальцев, названа «пристёгнутой» к утопии; с другой стороны, именно этот момент оживил литературное повествование, поскольку герои Уэллса не были внесены в базы данных Утопии и попали в комическое положение, не предусмотренное её чиновниками. С. И. Рапопорт утверждал, что с точки зрения ключевых вопросов общественного устройства «Новая Утопия» не является утопической, а экономические взгляды Уэллса близки программе Независимой рабочей партии. Критик завершал свой обзор сентенцией, что и мир 1906 года, если сравнить его с современностью Томаса Мора, тоже может считаться утопией.

### До и после Второй мировой войны
Биограф Уэллса — М. Чертанов — заметил, что «тон „Современной Утопии“ ‒ суровый и нетерпимый», поскольку писал её «Уэллс раздражённый, разочарованный, ненавидящий бестолковое человечество и желающий гнать его в будущее пинками». Обзор «Современной Утопии» представил и ученик Спенсера философ Джон Битти Крозье (1849—1921). Согласно его мнению, чтение книги доставляет «неподдельное удовольствие», однако сомнительной показалась претензия Г. Уэллса «заместить» метод и результаты работы Конта и Спенсера. Основа метода Уэллса — инверсия: существующая социально-политическая система не служит объектом критики с позиции утопического идеала, а, напротив, идеал конструируется исходя из наличных условий. В содержательном отношении Дж. Крозье привлекли решение расового вопроса («европейцы, негры, монголы, семиты свободно вступают в браки между собой и смешанные по собственному выбору») и Орден самураев. Мировое правительство в лице самураев предоставляло человечеству «ринг, на котором определяются лучшие игроки в промышленности и улучшении жизни». Чрезвычайно важной оказывается и идея, что рождение здоровых детей — это высшая заслуга перед обществом, поэтому материнство в Утопии считается профессией и соответствующим образом оплачивается со стороны государства. Идеалам Уэллса отказано в оригинальности, более того, его концепция евгенической селекции вполне сопоставима с «Основами XIX века» Хьюстона Чемберлена. В 1924 году Л. Мамфорд писал, что общество Уэллса напоминает сразу и «Утопию» Мора, и законы Ману, и «Бхагават-Гиту» одновременно. Четыре страты, принадлежность к которым определяется по способности к исполнению общественных функций, напоминают варны брахманов, кшатриев, вайшьев и шудр, а самураи явно соотносятся с сословием стражей платоновского «Государства».
В 1935 году в нацистской Германии была защищена диссертация Хайнца Маттика; к тому времени книги Уэллса были запрещены в Третьем Рейхе. Тем не менее автор заявлял, что переписывался с главой Фабианского общества и лично с Уэллсом, и пытался доказывать, что его идеология не противоречила национал-социализму. Маттик утверждал, что Уэллс — это пророк и просветитель, сопоставимый с Яном Амосом Коменским. Особое внимание привлекла евгеническая доктрина «Современной Утопии», равно как и концепция объединения человечества на социалистических началах, но этот раздел диссертации (с подробным рассмотрением содержания трактата) завершался констатацией, что планы Уэллса нереалистичны из-за того, что не учитывали «вопроса расы». Большое одобрение вызвала идея сильного государства, которое ограничивает права населения, что позволяло сопоставлять взгляды Уэллса с Führerstaat, а утопические граждане вполне отвечали немецкому идеалу Volksgenossen. В 1941 году Джордж Оруэлл опубликовал памфлет «Уэллс, Гитлер и Всемирное государство», в котором полемизировал с идеалом писателя. Оруэлл отмечал, что «всякий разумный человек… в основном соглашался с идеями Уэллса; но, на беду, власть не принадлежит разумным людям, и сами они слишком часто не выказывают готовности принести себя в жертву». Уэллс, происходя из среднего класса, бесконечно чужд военному началу, искренне полагая, что победа рационализма осуществится как бы сама собой. Более того, «многое из того, во что верил и ради чего трудился Уэллс, материально осуществлено в нацистской Германии».
Литературный критик, профессор Университета Южного Иллинойса Марк Хиллегас (1926—2000) в предисловии к изданию «Современной Утопии» 1967 года цитировал Евгения Замятина, присоединяясь к его мнению, что Уэллс — это мыслитель-«еретик». Согласно М. Хиллегасу, в 1905 году в умах британцев господствовали две идеологии: «безродный национализм» и «бесчеловечный индивидуализм laissez-faire». На этом фоне «Современная Утопия» представлялась «самой революционной книгой в истории». Равным образом, критик соглашался с оценкой Мамфорда, что Уэллс создал «квинтэссенцию утопии». Как и все утописты, Уэллс должен был решать проблему соотношения свободы и счастья. Парадокс здесь коренится в том, что абсолютная свобода в человеческом обществе доступна лишь абсолютному деспоту, поэтому при организации наиболее удобного для большинства людей образа жизни ограничения неизбежны. Эффективное государство Уэллса осуществляет попечение над гражданами, символом чего предстаёт индекс, присваиваемый каждому гражданину. Либеральные ценности здесь неприменимы, равно и демократический процесс; их место занимает научная технология управления. Идею функциональной элиты Уэллс выдвинул ещё в «Предвидениях» 1902 года, основываясь на платоновском идеале, который, по мнению М. Хиллегаса, отражал реальность античного Спартанского государства. Идеал Уэллса динамический, основанный на идее эволюции и улучшения популяции, поэтому в романе 1923 года «Люди как боги» самурайский орден расширился до размеров целого общества. Вмешательство государства в частную жизнь жителей Утопии вызвало аналогии с деятельностью федерального правительства США 1960-х годов, причём масштабы этого вмешательства будут только расширяться, невзирая на общественное неприятие.
Исследователь утопии, социолог и политолог Кришан Кумар (Университет Кента) предпослал изданию 1994 года обширное введение, в котором «Современная Утопия» была включена в широкий контекст. Исследователь утверждал, что в эту книгу вошли все аспекты творчества Герберта Уэллса: социальное проектирование, образ будущего, собственно, научная фантастика. Книга является типичным представителем утопического жанра и единственной утопической фантазией в чистом виде, созданной Уэллсом. Литературная основа отвечает канону жанра, созданного Томасом Мором, в котором главным действующим лицом является путешественник, задающий окружающим вопросы. Своей утопией, как заявил К. Кумар, Уэллс ввёл себя в круг величайших социальных революционеров и реформаторов первой половины XX века (в одном ряду с Лениным, Сталиным и Рузвельтом) и одновременно породил активную реакцию: свой роман «Дивный новый мир» Олдос Хаксли назвал «ответом на ужасы уэллсовской утопии».
Писатель Фрэнсис Уин начал предисловие к научному изданию «Современной Утопии» 2005 года с концепции Фрэнсиса Фукуямы о «конце истории», проводя параллели с застывшим утопическим идеалом, которому противопоставлялась мысль Уэллса. Рассуждая, что утопии — это «фотографический негатив эпохи своего создания», Ф. Уин отмечал, что «Современная Утопия» — это свидетельство «тревог и забот» поздней викторианской и эдвардианской эпох. В частности, одержимость Уэллса гигиеной и стерильностью — следствие его жизни в Лондоне XIX века, «задушенном смогом и заваленным конским навозом». Экономическую доктрину Уэллса критик называл формой раннего кейнсианства (хотя создатель этой доктрины в то время ещё обучался в университете) — государство стимулирует спрос, способствует накоплению ресурсов и осуществляет инвестирование жизненно важных производств. В общем, Уин заключает, что в эру глобализации и Нового мирового порядка образ всемирного государства уже не выглядит причудливой фантазией. В год своего столетия «Современная Утопия» может выступать и как вдохновляющий текст, и как предупреждение.

## Рецепция

### История изданий и переводов
Рукопись книги хранится в фонде Уэллса Библиотеки редких книг Иллинойсского университета в Урбане-Шампейне. Первоиздание «Современной Утопии» состоялось в журнале «The Fortnightly Review» (номера с октября 1904 по апрель 1905 года). В апреле 1905 года последовало первое книжное издание фирмы Chapman & Hall с иллюстрациями Эдмунда Салливана, которые сам Уэллс называл «озорными». В конце мая 1905 года состоялось первое американское издание — в издательстве Scribner’s. Последующие издания в Англии выпускались в 1909 и 1917 годах, а в Америке — в 1907, 1909 и 1916 годах. Далее роман был включён в девятый том образцового собрания сочинений Герберта Уэллса (так называемое «Atlantic Edition»), вышедший в свет в 1925 году; на основе этого текста выполнялись последующие научные и популярные переиздания.
Немецкий перевод Карла Рёйнерта вышел в свет в 1911 году под названием «За пределами Сириуса: утопический роман», и не переиздавался более ста лет. При жизни автора «Современная Утопия» переводилась на французский, чешский и испанский языки, тогда как первый перевод на итальянский язык появился лишь в 2000 году.
Уэллс был заинтересован в распространении своих трудов в России. В 1906 году к нему обратился Лев Толстой, пожелав ознакомиться с трудами писателя, и Герберт Джордж отправил ему несколько своих книг на английском языке, в том числе и «Современную Утопию». Ответом была только краткая благодарность.
На русском языке «Современная Утопия» впервые увидела свет в 1906 году (Санкт-Петербург, типография П. Ф. Пантелеева); переводчик не был указан. В 1909 году книга была выпущена издательством Сытина в составе первого в мире собрания сочинений писателя: это был крайне искажённый краткий пересказ В. Готвальта, в котором часть критикуемых Уэллсом положений была приписана самому автору. Этот пересказ (в который вошло не более одной трети оригинального текста) был в сокращённом виде включён в альманах «Завтра» 1991 года. Издание 2010 года анонсировалось как содержащее полный русский перевод, подписанный фамилией В. Зиновьева, однако фактически таковым не являлось. По сравнению с оригиналом были сильно сокращены главы I («Топография Утопии») и VII («Впечатления об Утопии»), удалена заключительная главка из главы X («Расовый вопрос в Утопии»). Переводчик Г. Шокин, проведя сопоставление изданий 1906 и 2010 годов, показал их идентичность. Новый перевод, названный «Утопия-Модерн», вышел тиражом 30 экземпляров в 2022 году «на правах рукописи».

### Первые последователи
«Современная Утопия» оказала некоторое воздействие на современное ей английское и американское общество. Наибольшее впечатление на молодых читателей производил Орден самураев. Роберт Кроссли обнаружил переписку молодого англичанина-учителя в Дарджилинге Мориса Брауна со своими друзьями в США и Англии, в которой выражалось желание создать самурайский орден в соответствии с описанными принципами. Читатели Уэллса уже были подготовлены к подобным идеям его предыдущими работами, в первую очередь «Предчувствиями», вышедшими в 1901 году. Неудивительно, что первые утопические организации «уэллсианцев» (прилагательное фиксировалось словарями с 1912 года) возникли на базе Фабианского общества под главенством Эмбер Ривз, дочери деятелей этой партии. В 1906 году некто Дж. Скилтон напрямую обратился к Уэллсу, предлагая создать общественную организацию под началом писателя. Это соответствовало замыслу Герберта Уэллса, который сознательно адресовался молодому поколению как целевой аудитории своих романов и публицистики. Неудивительно, что в последующие годы писатель скорбел, что «орден фабианских самураев погиб, не успев родиться». Действительно, попытки адептов «Современной Утопии» придерживаться самурайского образа жизни заканчивались неудачей (о чём свидетельствовал опыт мужа сестры Брауна по фамилии Монро). Однако М. Браун счёл плодотворной идею создания издательства, которое будет широко пропагандировать самурайскую утопию. Он даже просил разрешения Уэллса на основание Samurai Press, которое станет ядром новой общественной организации из людей в возрасте 25—30 лет (в «Современной Утопии» можно вступить в Орден по достижении двадцатипятилетия). Впрочем, сам Уэллс присоединился к клубу Э. Ривз, скорее всего, из-за увлечения его основательницей. Из 19 членов клуба Уэллс был единственным мужчиной.
В 1907 году издательство Samurai Press всё-таки открылось; планировалось выпускать по 60-страничной книге в месяц, «исполненной идеалов и элегантности стиля». Вышло три утопических манифеста, — Брауна, Монро и богатого поэта из Айовы Артура Фике, который и обеспечил финансами это предприятие. Довольно быстро стала очевидной бессмысленность предприятия, хотя Уэллс не порывал связей с его основателями, приглашал на свои лекции в Фабианское общество и познакомил их с Шоу и Карпентером. К концу 1907 года Браун устал от вегетарианства, Монро почти самоустранился от убыточного издательства, а Уэллс охотно снабжал новоявленный Орден идеями, но устранялся от его деятельности. Последнее заседание Ордена прошло 27 декабря 1907 года. Последние попытки Дж. Скилтона, возглавившего Орден, обратиться к Уэллсу относятся к февралю 1908 года; издательство прекратило существование весной 1909 года.

## Издания и рецензии
- Wells H. G. A Modern Utopia. — London : Chapman & Hall, 1905. — xii, 394 p.
A. W. S. Review: [A Modern Utopia by H. G. Wells] // American Journal of Sociology. — 1905. — Vol. 11, no. 3 (ноябрь). — P. 430—431.
C. M. H. Review: [A Modern Utopia by H. G. Wells] // Journal of Political Economy[англ.]. — 1906. — Vol. 14, no. 9 (ноябрь). — P. 581—582.
Mayor R. Review: [A Modern Utopia by H. G. Wells] // Independent Review[англ.]. — 1905. — Vol. VII (октябрь). — P. 235—240.
Olivier S. Review: [A Modern Utopia by H. G. Wells] // Fabian News. — 1905. — Vol. XV (август). — P. 38—39.
Warren T. H. Review: [A Modern Utopia by H. G. Wells] // Spectator. — 1905. — Vol. XCV (21 октября). — P. 610—611.
Рапопорт С. И. По поводу «Новой Утопии» (H. G. Wells. A Modern Utopia. L., 1905) // Вестник Европы : Журнал истории, политики, литературы. — 1906. — Т. 238, № II (март). — С. 408—416.
- Wells H. G. A Modern Utopia // The works of H. G. Wells. — London : T. Fisher Unwin Ltd., 1925. — Vol. IX: A Modern Utopia and Other Discussions. — P. 1—331. — xi, 459 p.
- Wells H. G. A Modern Utopia / Intod. by Mark L. Hillegas. — Lincoln : University of Nebraska Press, 1967. — xxvi, 393 p.
- Wells H. G. A Modern Utopia / Ed. by Krishan Kumar. — London : J. M. Dent, 1994. — xlii, 270 p. — (Everyman's Library). — ISBN 0-460-87498-5.
- Wells H. G. A Modern Utopia / Introd. by Frances Wheen; Ed. by Gregory Claeys and Patrick Parrinder; Notes by Gregory Claeys and Andy Sawyer. — London : Penguin Books, 2005. — xxxviii, 281 p. — (Penguin Classics). — ISBN 0141441127.
- Wells H. G. Une Utopie moderne :  [фр.] / Trad. par Henry D. Davray, B. Kozakiewicz. — Paris : Société du Mercure de France, 1907. — 427 p. — (Collection d'auteurs étrangers).
  - Wells H. G. Une Utopie moderne :  [фр.] / Trad. par Henry D. Davray, Bronisław Kozakiewicz. — Editions publie.net, 2018. — 303 p. — ISBN 978-2-37177-551-0.
- Wells H. G. Jenseits des Sirius. Ein utopistischer Roman :  [нем.] / Übersetzt von Karl Reuner. — Stuttgart : Julius Hoffmann Verlag, 1911. — 370 S.
  - Wells H. G. Jenseits des Sirius : Ein utopistischer Roman :  [нем.] / Übersetzung von Karl Reunert. — Neuausgabe. — Göttingen : LIWI Literatur- und Wissenschaftsverlag, 2020. — 216 S. — ISBN 3965423800.
- Wells H. G. Ein modernes Utopia (A Modern Utopia) :  [нем.] / Aus dem Englischen von Joachim Körber. — Phantasia Science Fiction, 2021. — 294 S. — ISBN 978-3-937897-59-2.
- Wells H. G. Uma utopia moderna :  [порт.] / Tradutor Mayra Csatlos. — Principis, 2021. — 304 p. — (Clássicos da literatura mundial). — ISBN 9786555523102.
- Современная утопия : Пер. с англ. / Х. Г. Уэльс; с ил. Сюлливэна. — СПб. : тип. П. Ф. Пантелеева, 1906. — 166 с.
- Современная утопия / Герберт Уэльс; Перераб. для рус. изд. В. Готвальт. — М. : т-во И. Д. Сытина, 1909. — 109 с. — (Герберт Уэльс. Собрание соч. в 12 томах).
- Герберт Уэллс. Современная утопия (роман, перевод В. Готвальта) // Завтра. Фантастический альманах. Первый. — М. : Ред.-изд. фирма «РИФ», 1991. — С. 120—130. — 192 с.
- Уэллс Г. Современная утопия / перевод В. Зиновьева. — М.-СПб. : Книжный клуб Книговек; Северо-Запад, 2010. — 352 с. — (Мир вокруг нас). — ISBN 978-5-904656-52-2.
- Уэллс Г. Утопия-Модерн / перевод Г. Шокина, А. Биргера. — Минск : Подсолнечник, 2022. — 410 с. — (Шедевры фантастики). — Печатается на правах рукописи. — 30 экз.

### Комментарии
1. ↑  Переводчик Г. О. Шокин утверждал, что в XXI веке «современной» утопия Г. Уэллса уже не является, и в то же время понятие модерна широко распространено в русском языке и для образованного читателя является общепонятным[1].
2. ↑  Глава 1 «Границы Утопии» (7 параграфов); Глава 2 «О свободах» (7 параграфов); Глава 3 «Экономика Утопии» (8 параграфов); Глава 4 «Зов природы» (4 параграфа); Глава 5 «Провалы в Утопии» (8 параграфов); Глава 6 «„Женская доля“ в Утопии» (6 параграфов); Глава 7 «Реакция на Утопию» (7 параграфов); Глава 8 «Моё утопическое „Я“» (5 параграфов); Глава 9 «Самураи Утопии» (8 параграфов); Глава 10 «Расы в Утопии» (5 параграфов), и Глава 11 «Крах иллюзий» (5 параграфов)[8]. Названия приведены в переводе Г. Шокина.
3. ↑  В диссертации Гарри Джозефа Хайленда утверждается, что единый утопический идеал Уэллса нашёл выражение в четырёх романах: «Современная Утопия», «В дни кометы», «Освобождённый мир» и «Люди как боги»[10].
4. ↑  Эту сторону жизни Утопии Максим Чертанов именовал «чудовищной». Придерживаясь викторианской морали, Герберт Уэллс считал супружескую неверность преступлением, и в Утопии материально ущемляются интересы детей, рождённых не от законного мужа. Хотя формально женщины пользуются полным равноправием, Уэллс, по-видимому, не представлял себе женщину, способную самостоятельно зарабатывать и обеспечивать своего ребёнка. Во время менструаций женщины Утопии находятся на постельном режиме, как тяжелобольные. Брачный возраст установлен пределом 21—25 лет для женщины, 26—30 для мужчины, так как родители должны созреть сами, прежде чем брать ответственность за рождённое ими существо[17].
5. ↑  Идея ненасильственной изоляции нежелающих следовать законам общества или предпочитающих особый образ жизни граждан на островах затем была использована И. А. Ефремовым в «Туманности Андромеды»[18].
6. ↑  Костюм самурая белый с пурпурной каймой, как у древнеримских сенаторов[24].
7. ↑  В «Автобиографии» Уэллс с гордостью писал, что в своей книге «Предвиденья» «прихлопнул евгенику»[30].
8. ↑  Ни в «Человеке в процессе становления», ни в «Современной Утопии» нет ни слова о ликвидации неизлечимо больных взрослых людей или преступников. Высылка на острова, расположенные вдалеке от магистральных морских путей, самим Уэллсом трактовалась как проявление гуманизма: такое наказание не унижает преступника, избавляет его «от тюремного ужаса и позора», и предоставляет такую степень свободы, которая немыслима за стенами тюрьмы. Преступники вправе даже установить собственную систему правопорядка, промышленности и торговли[63][64].
9. ↑  По подсчётам Дж. Хэммонда, из 54 романов Уэллса в 17 повествование ведётся от первого лица и в 37 от третьего. В «Современной Утопии» разница в манере изложения почти стёрта[83].
10. ↑  Морис Браун ещё в Кембриджском университете состоял в клубе «The Querists», члены которого стремились реформировать социальную систему в духе «Платона, Аристотеля и мистера Г. Уэллса»[123].
11. ↑  Все члены уэллсианских клубов происходили из высшего общества и высших слоёв среднего класса, были хорошо образованными и не нуждались в заработках. Исключением стал 26-летний Джеймс Гарольд Скилтон, которому мистер и миссис Уэллс предоставили в 1906 году рекомендации в Фабианское общество. Судя по переписке с писателем, Скилтон был женат, имел годовой доход в 200 фунтов стерлингов (22 890 в ценах 2022 года), жил в «ужасном и наспех построенном» доме, не мог позволить себе прислугу, походов в театр или откладывания сбережений[126].